# Zaid Ashkanani
Zaid Ashkanani (Arabisch: زيد أشكناني) (Hawalli, 24 mei 1994) is een Koeweits autocoureur.

## Carrière
Ashkanani begon zijn autosportcarrière in het seizoen 2012-2013 in het Porsche GT3 Middle East Championship, waar hij voor het Team BuzaidGT als zesde in het kampioenschap eindigde. In 2013 maakte hij ook zijn debuut in het formuleracing in de Britse Formule Ford als gastrijder voor het team SWB Motorsport in het raceweekend op het Snetterton Motor Racing Circuit. Tevens reed hij in 2013 voor het team HS Engineering in de ADAC Formel Masters in het raceweekend op de Red Bull Ring. Als afsluiter van het seizoen nam hij deel aan de seizoensfinale van de Porsche Supercup als gastrijder bij het team GT3 Cup Challenge Middle East.
In het seizoen 2013-2014 keerde Ashkanani terug in het Porsche GT3 Middle East Championship bij het Team BuzaidGT. Met twee overwinningen op het Dubai Autodrome en één op het Bahrain International Circuit werd hij kampioen met slechts één punt voorsprong op Clemens Schmid.
In 2015 maakt Ashkanani zijn debuut in de GP3 Series, waarin hij uitkomt voor het team Campos Racing.